# د نیو سیکرز
د نیو سیکرز (به انگلیسی: The New Seekers) گروه موسیقی انگلیسی است.
آن‌ها نماینده بریتانیا در یوروویژن ۱۹۷۲ بودند.